# Universidade de Damasco

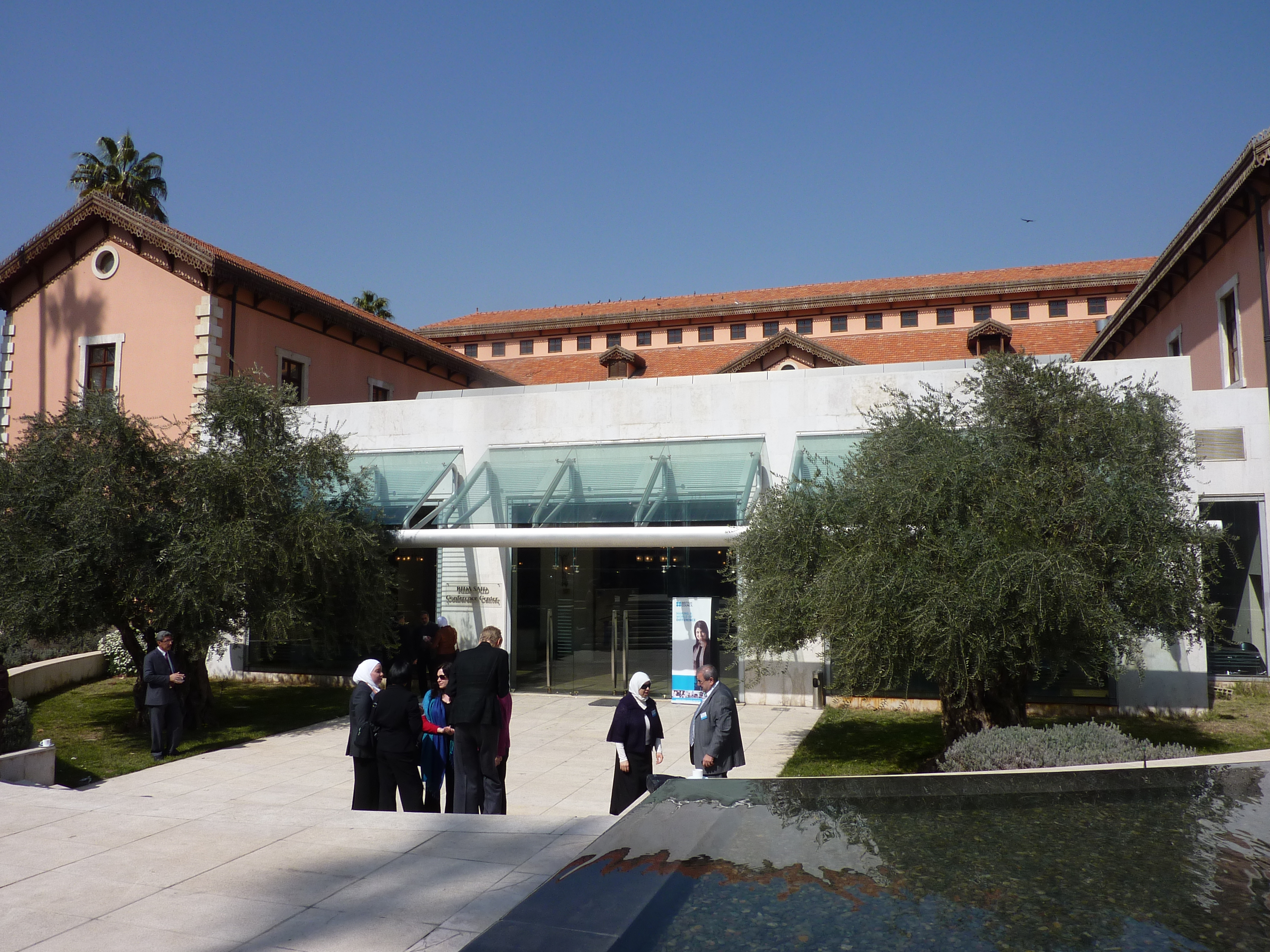
Visão da entrada da universidade em 2011

A Universidade de Damasco é a maior e antiga universidade da Síria, localizada na capital Damasco, com campus em outras cidades sírias. Ela foi fundada em 1923 através da união da Escola de Medicina (criada em 1903) e o Instituto de Direito (criado em 1913). Até 1958 era chamada Universidade Síria, mas o nome mudou após a fundação da Universidade de Alepo. Embora existam nove universidades públicas e mais de dez privadas na Síria, a Universidade de Damasco foi uma das universidades mais conceituadas do Oriente Médio antes do início da guerra na Síria em 2011. É um dos principais colégios eleitorais do país.
Atualmente conta com quase três mil professores e funcionários e mais de 200 mil estudantes espalhados por toda a Síria.